# Chalchocoyo
Chalchocoyo är en ort i Mexiko.   Den ligger i kommunen Matlapa och delstaten San Luis Potosí, i den sydöstra delen av landet, 210 km norr om huvudstaden Mexico City. Chalchocoyo ligger 245 meter över havet och antalet invånare är 3 614.
Terrängen runt Chalchocoyo är varierad. Runt Chalchocoyo är det ganska tätbefolkat, med 67 invånare per kvadratkilometer. Närmaste större samhälle är Tamazunchale, 6,1 km söder om Chalchocoyo. I omgivningarna runt Chalchocoyo växer huvudsakligen savannskog.